# Чифлик (община Желино)
Вижте пояснителната страница за други значения на Чифлик.
Чифлик (на македонска литературна норма: Чифлик; на албански: Çifliku, Чифлику) е село в Северна Македония, в община Желино.

## География
Селото се намира в областта Долни Полог, разположено по горното течение на река Суводолица в северните склонове на планината Сува гора в прохода Калдъръм боаз.

## История
В края на XIX век Чифлик е албанско село в Тетовска каза на Османската империя. Според статистиката на Васил Кънчов („Македония. Етнография и статистика“) от 1900 година Чифлик е село, населявано от 190 жители арнаути мохамедани.
Според Афанасий Селишчев в 1929 година Чифлик е село в Групчинска община в Долноположкия срез и има 40 къщи с 320 жители.
Според преброяването от 2002 година селото има 1180 жители.
| Националност | Всичко |
| македонци    | 0      |
| албанци      | 1176   |
| турци        | 0      |
| роми         | 0      |
| власи        | 0      |
| сърби        | 0      |
| бошняци      | 0      |
| други        | 4      |